# Scottish Premier League 2008-2009
La Scottish Premier League 2008-2009 (denominata per ragioni di sponsorizzazione Clydesdale Bank Scottish Premier League) è stata la 112ª edizione della massima serie del campionato scozzese di calcio, disputato tra il 9 agosto 2008 e il 25 maggio 2009 e concluso con la vittoria dei Rangers, al loro cinquantaduesimo titolo.
Capocannoniere del torneo è stato Kris Boyd (Rangers) con 27 reti.

## Stagione

### Novità
L'Hamilton Academical, trionfatore della Scottish First Division 2007-2008 rimpiazzò il retrocesso Gretna.
Novità per i piazzamenti in zona UEFA. Con la partenza della nuova UEFA Europa League furono rivisti i criteri di accesso alla competizione. Alla Federazione Scozzese furono assegnati 3 slot in aggiunta ai 2 classici che qualificavano per la UEFA Champions League.

### Formula
La stagione era divisa in due fasi: nella prima fase le dodici squadre partecipanti si incontrarono tra di loro per tre volte, per un totale di 33 incontri per squadra. Nella seconda fase venivano disputate le poule per il titolo e quelle per la retrocessione: alla poule per il titolo partecipavano le prime sei classificate, alla poule retrocessione le ultime sei; veniva conservato il punteggio della prima fase; in questa seconda fase le sei squadre di ogni girone incontrarono le altre in gare di sola andata per un totale di cinque ulteriori incontri.
Al termine della stagione la squadra ultima classificata retrocedeva.

## Squadre partecipanti
| Club                | Stagione | Città      | Stadio             | Stagione precedente                           |
| ------------------- | -------- | ---------- | ------------------ | --------------------------------------------- |
| Aberdeen            | dettagli | Aberdeen   | Pittodrie Stadium  | 4º posto in Scottish Premier League           |
| Celtic              | dettagli | Glasgow    | Celtic Park        | 1º posto in Scottish Premier League           |
| Dundee Utd          | dettagli | Dundee     | Tannadice Park     | 5º posto in Scottish Premier League           |
| Falkirk             | dettagli | Falkirk    | Falkirk Stadium    | 7º posto in Scottish Premier League           |
| Hamilton Academical | dettagli | Hamilton   | New Douglas Park   | 1º posto in Scottish First Division, promosso |
| Hearts              | dettagli | Edimburgo  | Tynecastle Stadium | 8º posto in Scottish Premier League           |
| Hibernian           | dettagli | Edimburgo  | Easter Road        | 6º posto in Scottish Premier League           |
| Inverness           | dettagli | Inverness  | Caledonian Stadium | 9º posto in Scottish Premier League           |
| Kilmarnock          | dettagli | Kilmarnock | Rugby Park         | 11º posto in Scottish Premier League          |
| Motherwell          | dettagli | Motherwell | Fir Park           | 3º posto in Scottish Premier League           |
| Rangers             | dettagli | Glasgow    | Ibrox Stadium      | 2º posto in Scottish Premier League           |
| St. Mirren          | dettagli | Paisley    | Love Street        | 10º posto in Scottish Premier League          |

## Stagione regolare

### Classifica finale
Fonte:
|  | Pos. | Squadra             | Pt | G  | V  | N  | P  | GF | GS | DR  |
|  | ---- | ------------------- | -- | -- | -- | -- | -- | -- | -- | --- |
|  | 1.   | Celtic              | 74 | 33 | 22 | 8  | 3  | 75 | 30 | +45 |
|  | 2.   | Rangers             | 73 | 33 | 22 | 7  | 4  | 68 | 26 | +42 |
|  | 3.   | Hearts              | 54 | 33 | 15 | 9  | 9  | 37 | 34 | +3  |
|  | 4.   | Dundee Utd          | 49 | 33 | 12 | 13 | 8  | 43 | 40 | +3  |
|  | 5.   | Aberdeen            | 48 | 33 | 13 | 9  | 11 | 36 | 33 | +3  |
|  | 6.   | Hibernian           | 42 | 33 | 10 | 12 | 11 | 38 | 41 | -3  |
|  | 7.   | Motherwell          | 41 | 33 | 11 | 8  | 14 | 36 | 44 | -8  |
|  | 8.   | Kilmarnock          | 34 | 33 | 9  | 7  | 17 | 31 | 43 | -12 |
|  | 9.   | St. Mirren          | 34 | 33 | 8  | 10 | 15 | 28 | 44 | -16 |
|  | 10.  | Hamilton Academical | 34 | 33 | 10 | 4  | 19 | 26 | 47 | -21 |
|  | 11.  | Inverness           | 32 | 33 | 9  | 5  | 19 | 32 | 52 | -20 |
|  | 12.  | Falkirk             | 28 | 33 | 6  | 10 | 17 | 32 | 48 | -16 |

Legenda:
      Ammesse alla poule per il titolo
      Ammesse alla poule salvezza
Regolamento:
Tre punti a vittoria, uno a pareggio, zero a sconfitta.
A parità di punti, le posizioni in classifica venivano determinate sulla base della differenza reti.

## Poule per il titolo/salvezza

### Classifica finale
Fonte:
|       | Pos. | Squadra             | Pt | G  | V  | N  | P  | GF | GS | DR  |
| ----- | ---- | ------------------- | -- | -- | -- | -- | -- | -- | -- | --- |
|       | 1.   | Rangers             | 86 | 38 | 26 | 8  | 4  | 77 | 28 | +49 |
|       | 2.   | Celtic              | 82 | 38 | 24 | 10 | 4  | 80 | 33 | +47 |
|       | 3.   | Hearts              | 59 | 38 | 16 | 11 | 11 | 40 | 37 | +3  |
|       | 4.   | Aberdeen            | 53 | 38 | 14 | 11 | 13 | 41 | 40 | +1  |
|       | 5.   | Dundee Utd          | 53 | 38 | 13 | 14 | 11 | 47 | 50 | -3  |
|       | 6.   | Hibernian           | 47 | 38 | 11 | 14 | 13 | 42 | 46 | -4  |
|       |      |                     |    |    |    |    |    |    |    |     |
| [ 4 ] | 7.   | Motherwell          | 48 | 38 | 13 | 9  | 16 | 46 | 51 | -5  |
|       | 8.   | Kilmarnock          | 44 | 38 | 12 | 8  | 18 | 38 | 48 | -10 |
|       | 9.   | Hamilton Academical | 41 | 38 | 12 | 5  | 21 | 30 | 53 | -23 |
| [ 5 ] | 10.  | Falkirk             | 38 | 38 | 9  | 11 | 18 | 37 | 52 | -15 |
|       | 11.  | St. Mirren          | 37 | 38 | 9  | 10 | 19 | 33 | 52 | -19 |
|       | 12.  | Inverness           | 37 | 38 | 10 | 7  | 21 | 37 | 58 | -21 |

Legenda:
      Campione di Scozia e qualificato alla fase a gironi della UEFA Champions League 2009-2010.
      Qualificato al terzo turno preliminare della UEFA Champions League 2009-2010.
      Qualificato ai play-off della UEFA Europa League 2009-2010.
      Qualificato al turni preliminari della UEFA Europa League 2009-2010.
      Retrocesso in Scottish First Division 2009-2010.
Regolamento:
Tre punti a vittoria, uno a pareggio, zero a sconfitta.
A parità di punti, le posizioni in classifica venivano determinate sulla base della differenza reti.

## Statistiche

### Squadre

#### Capoliste solitarie
|    | —— | —— | —— | ——      | ——      | ——      | —— | ——     | ——     | ——     | ——     | ——     | ——     | ——     | ——     | ——     | ——     | ——     | ——     | ——     | ——     | ——     | ——     | ——     | ——  | ——  | ——     | ——     | ——     | ——     | ——     | ——     | ——     | ——  | ——  | ——      | ——      | —— |  |
|    |    |    |    | Rangers | Rangers | Rangers |    | Celtic | Celtic | Celtic | Celtic | Celtic | Celtic | Celtic | Celtic | Celtic | Celtic | Celtic | Celtic | Celtic | Celtic | Celtic | Celtic | Celtic |     |     | Celtic | Celtic | Celtic | Celtic | Celtic | Celtic | Celtic | Ran |     | Rangers | Rangers |    |  |
|    |    |    |    |         |         |         |    |        |        |        |        |        |        |        |        |        |        |        |        |        |        |        |        |        |     |     |        |        |        |        |        |        |        |     |     |         |         |    |  |
|    |    |    |    |         |         |         |    |        |        |        |        |        |        |        |        |        |        |        |        |        |        |        |        |        |     |     |        |        |        |        |        |        |        |     |     |         |         |    |  |
| 1ª | 2ª | 3ª | 4ª | 5ª      | 6ª      | 7ª      | 8ª | 9ª     | 10ª    | 11ª    | 12ª    | 13ª    | 14ª    | 15ª    | 16ª    | 17ª    | 18ª    | 19ª    | 20ª    | 21ª    | 22ª    | 23ª    | 24ª    | 25ª    | 26ª | 27ª | 28ª    | 29ª    | 30ª    | 31ª    | 32ª    | 33ª    | 34ª    | 35ª | 36ª | 37ª     | 38ª     |    |  |

### Individuali

#### Classifica marcatori
| Gol | Rigori |  | Giocatore         | Squadra    |
| --- | ------ |  | ----------------- | ---------- |
| 27  | 7      |  | Kris Boyd         | Rangers    |
| 16  |        |  | Scott McDonald    | Celtic     |
| 15  | 1      |  | Giōrgos Samaras   | Celtic     |
| 13  | 2      |  | David Clarkson    | Motherwell |
| 12  | 2      |  | Derek Riordan     | Hibernian  |
| 11  |        |  | Steven Fletcher   | Hibernian  |
| 10  |        |  | Andy Dorman       | St. Mirren |
| 10  |        |  | Kenny Miller      | Rangers    |
| 10  |        |  | John Sutton       | Motherwell |
| 10  | 2      |  | Francisco Sandaza | Dundee Utd |
| 10  | 3      |  | Lee Miller        | Aberdeen   |
| 9   |        |  | Chris Porter      | Motherwell |

#### Giocatore del mese
Di seguito i vincitori.
| Mese      | Giocatore       | Squadra             |
| --------- | --------------- | ------------------- |
| Agosto    | Pedro Mendes    | Rangers             |
| Settembre | Giōrgos Samaras | Celtic              |
| Ottobre   | Scott Brown     | Celtic              |
| Novembre  | Bruno Aguiar    | Hearts              |
| Dicembre  | Lee Miller      | Aberdeen            |
| Gennaio   | Tomáš Černý     | Hamilton Academical |
| Febbraio  | Andy Dorman     | St.Mirren           |
| Marzo     | Scott McDonald  | Celtic              |
| Aprile    | Andy Dorman     | St.Mirren           |